# Ивановка (Изюмский район)
Ивановка (укр. Іванівка) (в прошлом — Капустяновка), село,
Левковский сельский совет,
Изюмский район,
Харьковская область.
Код КОАТУУ — 6322886504. Население по переписи 2001 года составляет 146 (65/81 м/ж) человек.

## Географическое положение
Село Ивановка находится на левом берегу реки Северский Донец, выше по течению на расстоянии в 2 км расположено село Левковка, ниже по течению на расстоянии в 3,5 км расположено село Изюмское (нежилое), в 7-и км расположено село Руднево.
К селу примыкает большой лесной массив Изюмский лес (сосна) — один из самых больших на восточной Украине.
В лесу и на берегу реки несколько детских лагерей.

## История
Село Капустяновка основано в 1723 году сотником Изюмского полка Иваном Ивановичем Захаржевичем-Капустянским. В 1736 году сёла Капустяновка и соседнее с ним — Левковка были разграблены и сожжены во время набега крымских татар. В 1745 году было заново отстроено.
В 30-х годах XX века село переименовали в Ивановку.

## Экономика
- Молочно-товарная ферма.

## Объекты социальной сферы
- Клуб.

## Религия
- Церковь Иоанна Предтечи[2].